# Асик

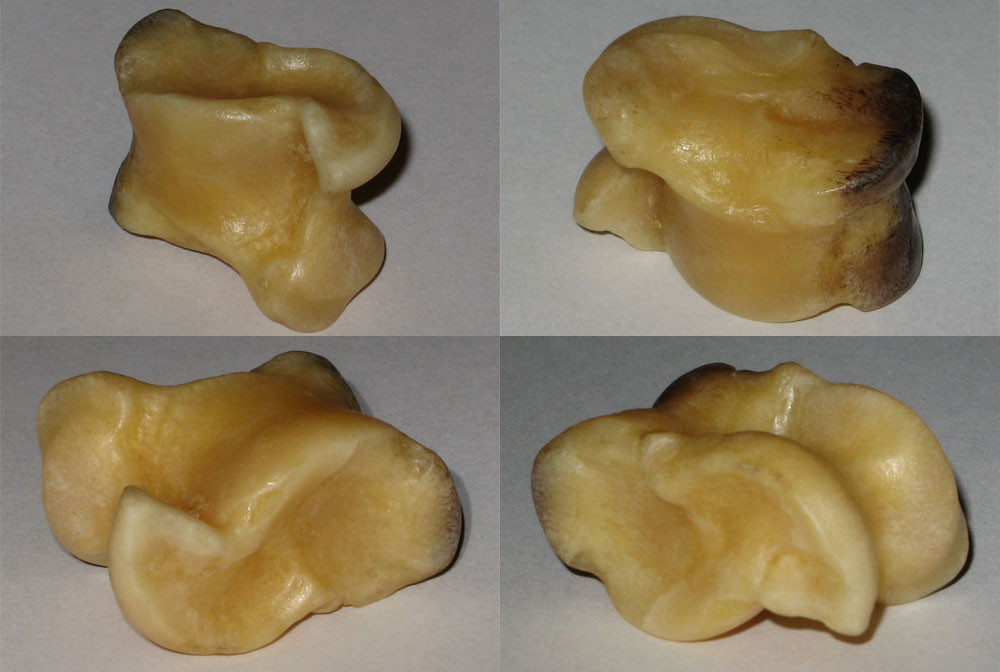
Назви можливих позицій баранячого шагаю. Ліворуч зверху за годинниковою стрілкою: верблюд, кінь, коза, вівця

Шагай (монг. шагай, pronounced [ʃɑˈʁæː]), чуко (кирг. чүкө, pronounced [tʃyˈkœ]), асик/ашик/ошук (каз. асық, pronounced [ɑˈsəq]; тур. aşık; уйг. ھوشۇق; тадж. ошуқ, pronounced [ɒʃuq]), гачуха маньчжурська) відноситься до астрагалу щиколотки вівці або кози. Кістки збирають і використовують для традиційних ігор і ворожінь по всій Центральній Азії, а ігри, у яких використовуються кістки щиколотки, також можуть називатися кістками. Вони можуть бути пофарбовані в яскраві кольори. Такі кістки використовувалися протягом всієї історії, і вважаються першими формами гральних кісток. В англомовних джерелах шагай може називатися «ankle bones», а гра з шагаєми іноді називається ankle bone shooting.
Шагайські ігри особливо популярні під час монгольського літнього свята Наадам. У кубику шагай обкочений шагай зазвичай приземляється на один із чотирьох боків: коня, верблюда, вівцю або козла. П'ятий бік, корова, можливий на нерівній місцевості.
Монголи й сьогодні обмінюються шагаями на знак дружби. Шагай можна зберігати в маленькому мішечку.
Крім того, монголи (зазвичай чоловіки) також збирають вовчі шагаї (у цьому випадку п'яткову кістку, а не астрагал), які вважаються знаками удачі, ймовірно, через зовнішню схожість кістки з чоловічими статевими органами.

## Ворожіння
У ворожінні чотири шагаї катають по землі; два опуклі боки, кінь і вівця, вважаються щасливими, причому кінь пощастить найбільше. Боки з увігнутими відступами, коза і верблюд, вважаються нещасливими; перекочування всіма чотирма боками за один кидок вважається ознакою великої удачі.

## Ігри

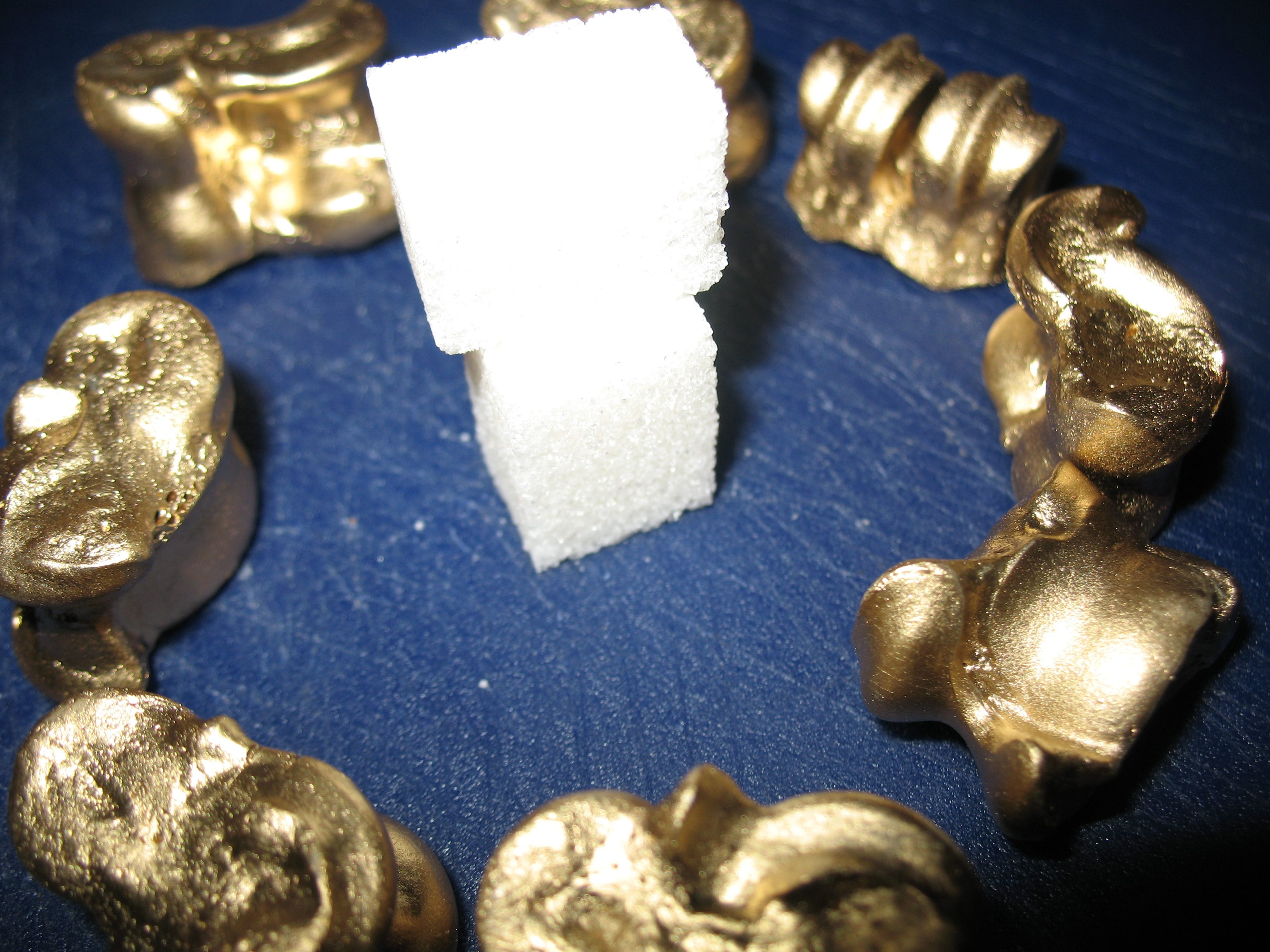
Модернізація шагаїв у Тиві Кужугет Алі, Кажык

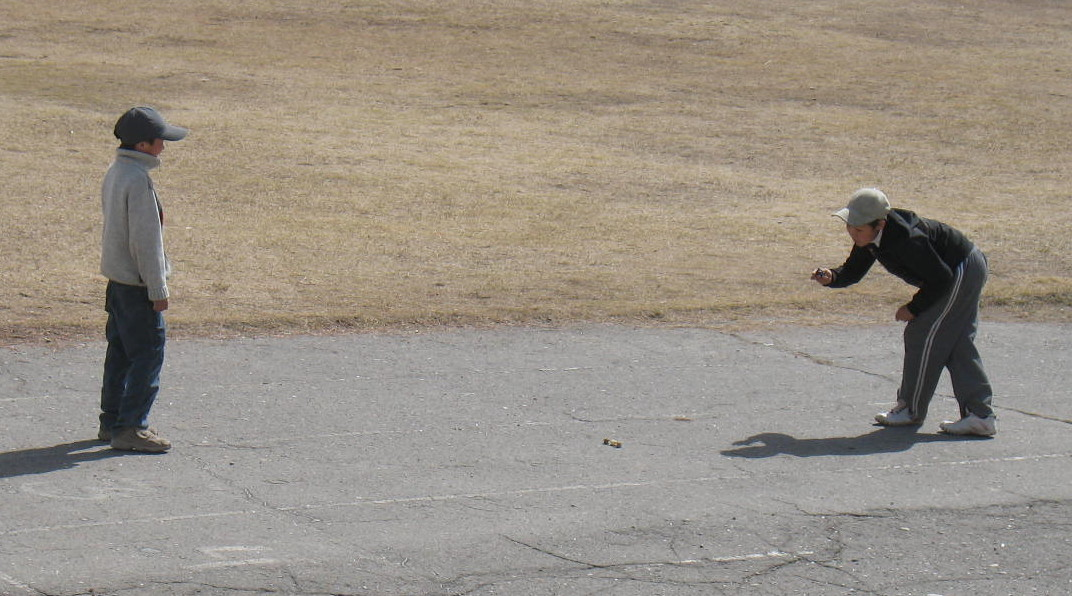
Киргизькі хлопці грають у гру на основі чуке для розваги на стадіоні в Нарині, Киргизстан.

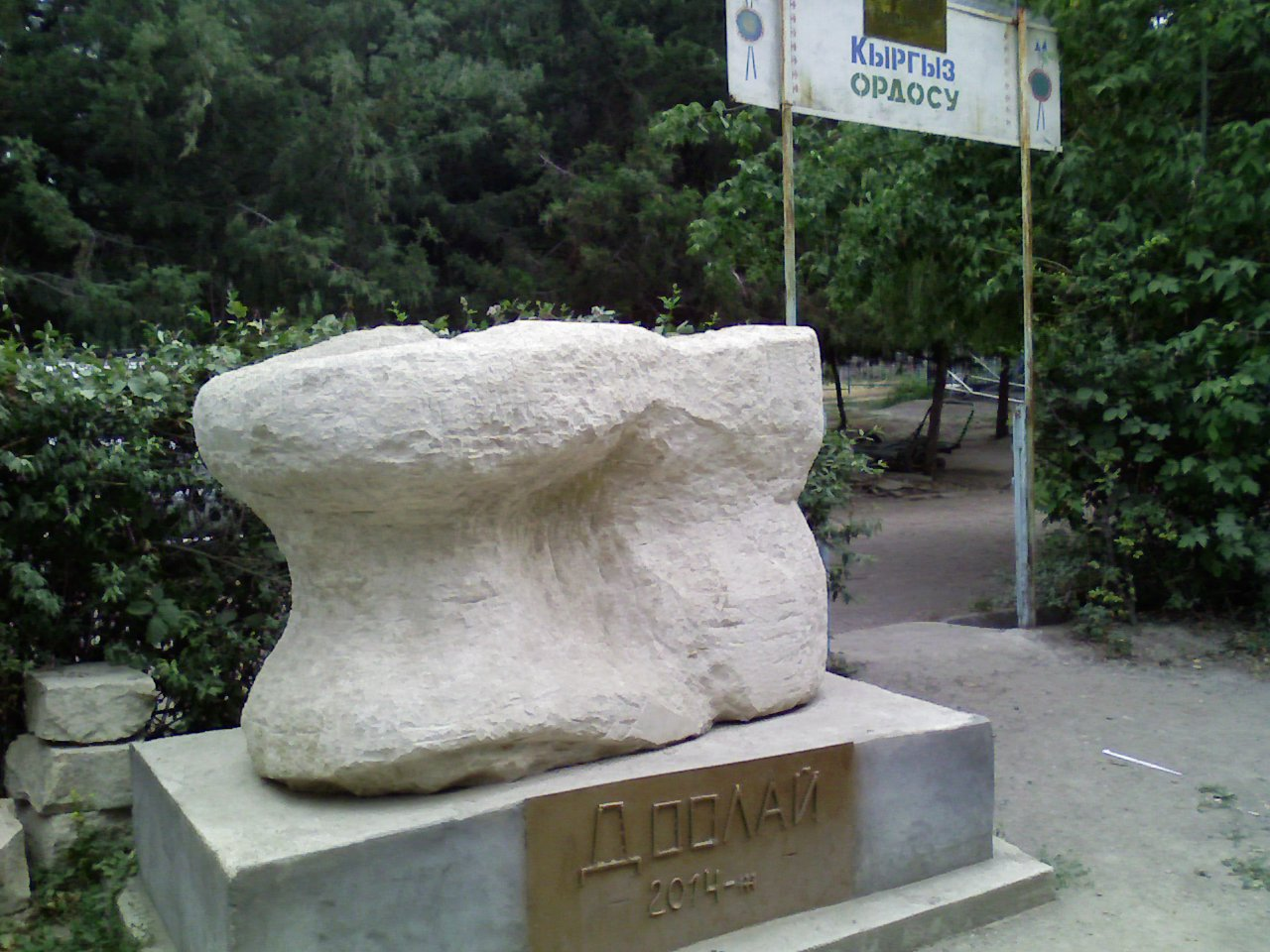
Пам'ятник на місці гри в Оші, Киргизстан.

Існує велика різноманітність традиційних монгольських ігор грають із використанням фігур шагаїв. Залежно від гри, щиколотки можна кидати, як кубики, кидати, як кульки, стріляти стрілами, ловити в руках або просто збирати відповідно до кидка кубика. У багатьох іграх важливий бік, на яку потрапляє підкинута фігура (кінь, вівця, верблюд чи коза).
Для однієї з найпопулярніших ігор навіть проводяться публічні турніри, які найчастіше проводяться під час традиційного фестивалю Наадам. У цій грі фігури кидають середнім пальцем однієї руки вздовж дерев'яної дошки (хашлага = паркан), яку тримають іншою рукою. Мета полягає в тому, щоб влучити в ціль на відстані приблизно 10 м.
Ігри з астрагалом дуже популярні в Киргизстані та серед киргизів у світі.
У гру зі стрільбою по щиколотці грали під назвою Ордо на Всесвітніх іграх кочівників 2014 року.
Деякі інші поширені ігри:
СкачкиДуже поширена гра, у яку зазвичай грають двоє, але також і більше гравців. Кожен гравець по черзі кидає по одній фігурі (своєму «коню») вздовж послідовності нерухомих фігур, що представляють перегони.
Народження верблюдівКожним ходом гравець кидає всі фігури на землю. Потім мета полягає в тому, щоб використати фігури «овець», щоб перебити фігури «верблюда» також у позицію овець.
Котяча граРяд «овець» (або «кіз») шикується по двоє. Потім гравець підкидає інший об'єкт (часто шматок ланцюга) у повітря та знову ловить його. За короткий час, поки об'єкт плаває, завдання полягає в тому, щоб підхопити одну частину тією ж рукою, але не заважати іншим.
Повний кидокКожен із двох-чотирьох гравців по черзі підкидає всі фігури. Залежно від кількості висаджених коней і/або верблюдів, гравець може збирати фігури з пулу або повинен додати деякі. Переможцем стає гравець, який зібрав найбільше, коли пул спорожніє.
Відкритий уловВикористовуючи десять або більше фігур, кожен гравець по черзі кладе їх усі в одну руку та підкидає вгору. Потім він намагається зловити якомога більше тильною стороною тієї ж руки. Зловлені фігури знову підкидають угору, і цього разу в кулак потрапляє якомога більше. Спійманих збирає гравець. Перемагає той, хто зібрав найбільшу кількість фігур, коли пул спорожніє.
Дванадцять роківДва гравці по черзі кидають дві фігури, як кубики, протягом дванадцяти раундів (що відповідає дванадцятирічному циклу традиційного календаря), зараховуючи очко за кожного випавшого коня. Якщо жоден гравець не набирає 12 очок, гра починається знову, інакше виграє той, хто набрав більше балів.
Підкидання трьох шагаївБудь-яка кількість гравців по черзі кидають три фігури, як кубики. Три фігури, що приземлилися з одного боку, дають два очки, дві однакові дають одне очко. Перемагає той, хто першим набере заздалегідь визначену кількість очок.
Чотири шагаїГравці по черзі підкидають чотири фігури. Усі чотири, які приземлилися з різних боків, отримують вісім балів, чотири однакові дають чотири бали, а дві пари дають два бали. Якщо гравцеві вдається захопити всі фігури чотирьох однакових кидків (будь-яким гравцем), він також отримує рахунок цього кидка. Перемагає той, хто першим випередить усіх із заздалегідь визначеною перевагою.
Чотири твариниЧастини поділені на чотири групи, що представляють стада різних тварин, бік яких повернутий догори. Гравці по черзі підкидають одну додаткову фігуру, як кубик, збирають одну зі стада того типу, який кинули, або повертають одну назад, якщо відповідна стада порожня. Коли всі чотири стада вичерпано, виграє гравець, який зібрав найбільше фігур.

## Інше використання

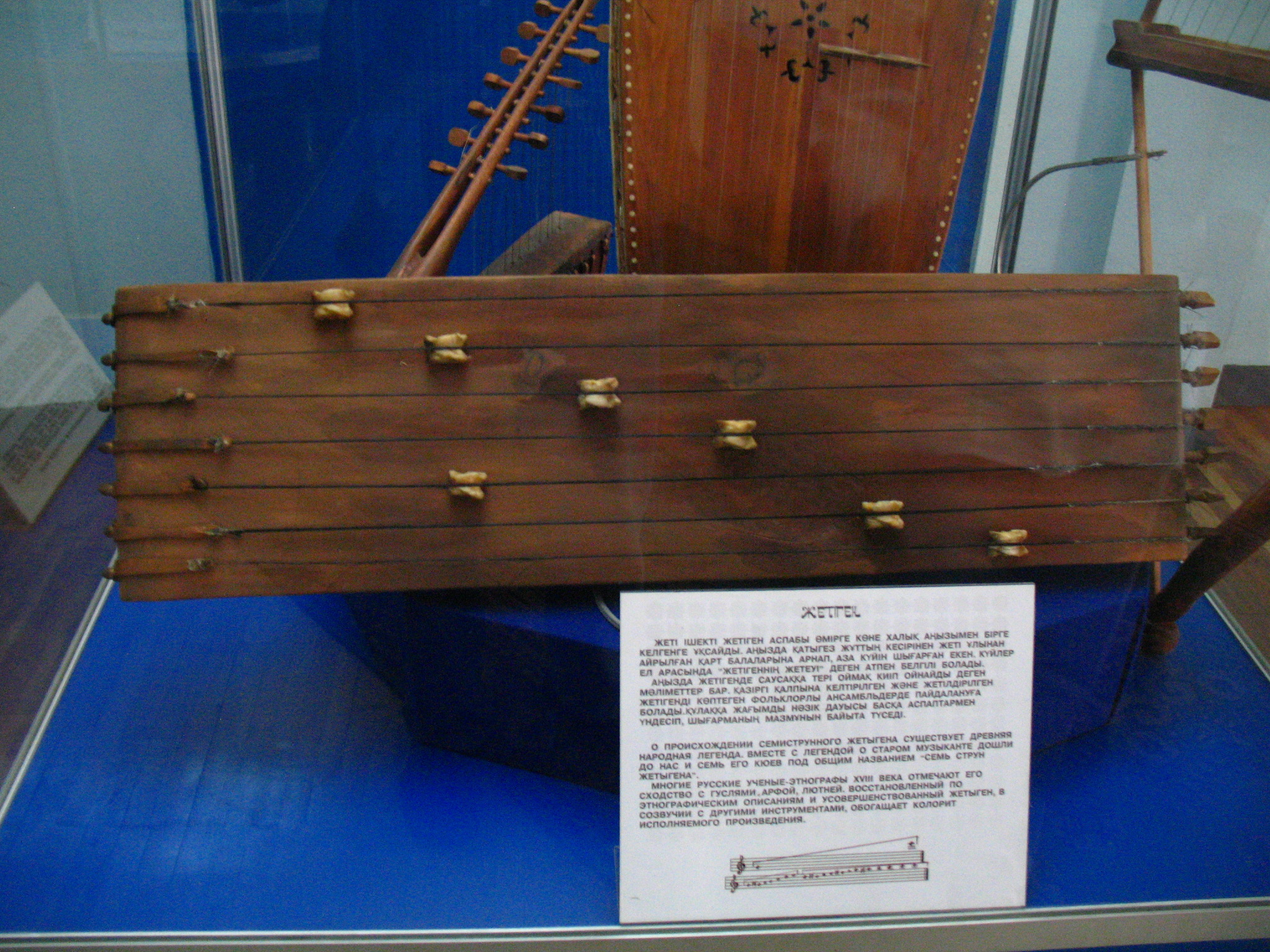
Джетіген, казахський національний музичний інструмент, використовує асик для постановки нот струн.

Крім ігор і для ворожіння, шагай також використовується як частина музичних інструментів, таких як казахський джетіген, родич монгольської ятги.